# Refugi de Comes de Rubió
El refugi de Comes de Rubió és un refugi de muntanya dins el terme de Rubió, al municipi de Soriguera (Pallars Sobirà), a 1.956 m d'altitud i situat al vessant est del Tossal de l'Orri.